# Amalia Holm Bjelke
Amalia Holm Bjelke, švedsko norveška igralka, * 9. april 1995, Oslo, Norveška.

## Življenje
Amalia Holm Bjelke je norveško-švedska igralka, rojena v 9. aprila 1995 v Oslu na Norveškem, kjer je preživela zgodnje otroštvo. Nato so se starši preselili na Švedsko, kjer živi še danes. Angleško se je naučila prek gledanja angleških in ameriških nanizank. Igra od svojih srednješolskih let, čeprav o igranju prvotno ni razmišljala kot o svoji profesionalni karieri. Trenutno študira sociologijo in varnostno politiko na Švedski univerzi za obrambne vede. Njeni hobiji so prostovoljstvo, delovanje v študentskem združenju, petje, karaoke in igranje inštrumentov. Ukvarja se tudi s športom (tek na smučeh, smuk, surfanje).

## Delovanje
Igralsko kariero je začela z vlogo  Ung Elsy v filmu Hidden Child (2013).
Najbolj jo poznamo po vlogi Syclla Ramshorn v ameriški nanizanki Motherland: Fort Salem (Laurence, 2020-). Fort Salem je zgodba o čarovnicah, ki imajo svojo vojsko in svojo vojaško akademijo ter delujejo v korist ZDA. Borijo se proti sovražnikom, kot sta Spree in Camarilla. V prvi sezoni se Syclla, ki je pripadnica Spree, a je delno tudi čarovnica, infiltrira na vojaško akademijo čarovnic, kjer se zaplete v ljubezensko razmerje z eno od glavnih protagonistk, čarovnico Raelle Collar (Taylor Hickson). Sycllo v prvi sezoni ulovijo, a jo ena od čarovnic izpusti z namenim dvojnega vohunjenja. V drugi sezoni Syclla tako pomaga čarovnicam in deluje za Spree, hkrati pa se bori tudi proti Camarilli, starodavnim nasprotnikom čarovnic. Proti koncu sezone pa se ponovno poveže z Raelle.
Holm Bjelke je spomladi 2018 dobila manjšo vlogo v filmu The Girl in the Spider's Web (Álvarez, 2018). Zanimivo pa je, da je honorar, ki ga je zaslužila s filmom The Girl in the Spider's Web porabila prav za let na avdicijo nanizanke Motherland: Fort Salem v Los Angelesu.
V norveški nanizanki Delete Me (Kristiansen, 2021-) je odigrala glavno vlogo srednješolskega dekleta Marion, članico skupine v sinhronem plavanju. Marion ima najboljšo prijateljico od zgodnjih šolskih let, Marit (Thea Sofie Loch Næss), ki je prav tako del ekipe sinhronega plavanja. Še več, skupaj celo nastopata kot duet in v nekaj dneh ju bosta obiskala lovca na talente iz Miamija, ki bosta ocenila, če sta primerni za športno pot v ZDA. A njun odnos se nenadoma skrha in privede celo do brutalnega pretepa med njima, ko se Marion na maturantskem žuru pod vplivom drog zaplete v seksualni odnos s sošolcema, Kristjanom in Jasperjem. Ta spolni odnos posnameta in ga objavita na družbenem omrežju. Posnetek se nato kot požar širi po celotni šoli, o Marion se vsi vsepovsod pogovarjajo in jo ogovarjajo s kurbo, pocestnico in še čim. Sprva imamo vtis, kot da je Marion v spolni odnos privolila, kasneje pa se izkaže, da ga je sprožila droga in ne njena želja. Nanizanka tako prikazuje življenje skupine norveških srednješolk Marion, Marit in ostalih plavalk sinhronega plavanja, pri čemer se vse vrti okoli njihove visoke zmogljivosti, ambicij, prvih ljubezni in poskusa izstopiti iz območja udobja. Nanizanka je režijsko zanimiva, saj se začne s prikazom zadnjega dejanja in se nato z obratno smerjo odvije do prvega dejanja, kar spominja na pripovedno tehniko francoskih filmov Irréversible (Noé, 2002) in 5x2 (Ozon, 2004).
A prva odmevna glavna vloga Holm Bjelke je v filmu Alena (2015), kjer igra vlogo travmatizirane srednješolke, ki sredi leta iz javne srednje šole prestopi v zasebni internet za dekleta, a jo najbolj popularna dekleta zavrnejo in začnejo delovati proti njej. Še zlasti po tem, ko jo učitelj za šport uvrsti v lacrosse ekipo. Alena se spoprijatelji s svetovljansko Fabienne (Felice Jankel), ki se vanjo zaljubi, kar še dodatno razjezi eno od popularnih deklet Filippe (Molly Nutley), ki jo iz zavisti in ljubosumja na koncu tudi pretepe do smrti.
Amalia Holm Bjelke nadaljuje svojo igralsko pot.